# Lista uczestników Tour de France 2014
Lista uczestników Tour de France 2014:
W Tour de France 2014 wystartowało 198 zawodników z 22 profesjonalnych ekip. Wyścig ukończyło 164 kolarzy.

## Lista uczestników
| Legenda | Legenda                                                                                         |
| ------- | ----------------------------------------------------------------------------------------------- |
|         | Zwycięzca klasyfikacji generalnej                                                               |
|         | Zwycięzca klasyfikacji górskiej                                                                 |
|         | Zwycięzca klasyfikacji punktowej                                                                |
|         | Zwycięzca klasyfikacji młodzieżowej                                                             |
|         | Najaktywniejszy kolarz całego wyścigu                                                           |
| DNS     | Oznaczenie zawodników, którzy nie przystąpili do danego etapu                                   |
| DNF     | Oznaczenie zawodników, którzy nie ukończyli danego etapu                                        |
| HD      | Oznaczenie zawodników, którzy przekroczyli limit czasowy na danym etapie                        |
| *       | Oznaczenie zawodników urodzonych po 1 stycznia 1989, uwzględnianych w klasyfikacji młodzieżowej |

### Team Sky
| Team Sky SKY | Team Sky SKY       | Team Sky SKY      | Team Sky SKY | Team Sky SKY | Team Sky SKY |
| Numer        | Zawodnik           | Państwo           | Wiek         | Uwagi        | Miejsce      |
| ------------ | ------------------ | ----------------- | ------------ | ------------ | ------------ |
| 1            | Chris Froome       | Wielka Brytania   | 29           |              | DNF-5        |
| 2            | Bernhard Eisel     | Austria           | 33           |              | 126.         |
| 3            | Wasil Kiryjenka    | Białoruś          | 33           |              | 86.          |
| 4            | David López García | Hiszpania         | 33           |              | 105.         |
| 5            | Mikel Nieve        | Hiszpania         | 30           |              | 18.          |
| 6            | Danny Pate         | Stany Zjednoczone | 35           |              | 153.         |
| 7            | Richie Porte       | Australia         | 29           |              | 23.          |
| 8            | Geraint Thomas     | Wielka Brytania   | 28           |              | 22.          |
| 9            | Xabier Zandio      | Hiszpania         | 37           |              | DNF-6        |

### Movistar Team
| Movistar Team MOV | Movistar Team MOV  | Movistar Team MOV | Movistar Team MOV | Movistar Team MOV                                | Movistar Team MOV |
| Numer             | Zawodnik           | Państwo           | Wiek              | Uwagi                                            | Miejsce           |
| ----------------- | ------------------ | ----------------- | ----------------- | ------------------------------------------------ | ----------------- |
| 11                | Alejandro Valverde | Hiszpania         | 34                | Mistrz Hiszpanii w jeździe indywidualnej na czas | 4.                |
| 12                | Imanol Erviti      | Hiszpania         | 30                |                                                  | 81.               |
| 13                | John Gadret        | Francja           | 35                |                                                  | 19.               |
| 14                | Jesús Herrada*     | Hiszpania         | 24                |                                                  | 61.               |
| 15                | Beñat Intxausti    | Hiszpania         | 28                |                                                  | 114.              |
| 16                | Ion Izagirre*      | Hiszpania         | 25                | Mistrz Hiszpanii w wyścigu ze startu wspólnego   | 41.               |
| 17                | Rubén Plaza        | Hiszpania         | 34                |                                                  | 91.               |
| 18                | José Joaquín Rojas | Hiszpania         | 29                |                                                  | DSQ-18            |
| 19                | Giovanni Visconti  | Włochy            | 31                |                                                  | 37.               |

### Team Katusha
| Team Katusha KAT | Team Katusha KAT   | Team Katusha KAT | Team Katusha KAT | Team Katusha KAT                             | Team Katusha KAT |
| Numer            | Zawodnik           | Państwo          | Wiek             | Uwagi                                        | Miejsce          |
| ---------------- | ------------------ | ---------------- | ---------------- | -------------------------------------------- | ---------------- |
| 21               | Joaquim Rodríguez  | Hiszpania        | 35               |                                              | 54.              |
| 22               | Władimir Isajczew  | Rosja            | 28               |                                              | 157.             |
| 23               | Alexander Kristoff | Norwegia         | 27               |                                              | 125.             |
| 24               | Luca Paolini       | Włochy           | 37               |                                              | 136.             |
| 25               | Aleksander Porsiew | Rosja            | 28               | Mistrz Rosji w wyścigu ze startu wspólnego   | HD-13            |
| 26               | Jegor Silin        | Rosja            | 26               |                                              | DNF-6            |
| 27               | Gatis Smukulis     | Łotwa            | 27               | Mistrz Łotwy w jeździe indywidualnej na czas | 100.             |
| 28               | Simon Špilak       | Słowenia         | 28               |                                              | DNF-17           |
| 29               | Jurij Trofimow     | Rosja            | 30               |                                              | 14.              |

### Tinkoff-Saxo
| Tinkoff-Saxo TTS | Tinkoff-Saxo TTS | Tinkoff-Saxo TTS | Tinkoff-Saxo TTS | Tinkoff-Saxo TTS | Tinkoff-Saxo TTS |
| Numer            | Zawodnik         | Państwo          | Wiek             | Uwagi            | Miejsce          |
| ---------------- | ---------------- | ---------------- | ---------------- | ---------------- | ---------------- |
| 31               | Alberto Contador | Hiszpania        | 31               |                  | DNF-10           |
| 32               | Daniele Bennati  | Włochy           | 33               |                  | 96.              |
| 33               | Jesús Hernández  | Hiszpania        | 32               |                  | DNF-6            |
| 34               | Rafał Majka*     | Polska           | 24               |                  | 44.              |
| 35               | Michael Mørkøv   | Dania            | 29               |                  | 134.             |
| 36               | Sérgio Paulinho  | Portugalia       | 34               |                  | 89.              |
| 37               | Nicolas Roche    | Irlandia         | 30               |                  | 39.              |
| 38               | Michael Rogers   | Australia        | 34               |                  | 26.              |
| 39               | Matteo Tosatto   | Włochy           | 40               |                  | 119.             |

### Astana Pro Team
| Astana Pro Team AST | Astana Pro Team AST | Astana Pro Team AST | Astana Pro Team AST | Astana Pro Team AST                        | Astana Pro Team AST |
| Numer               | Zawodnik            | Państwo             | Wiek                | Uwagi                                      | Miejsce             |
| ------------------- | ------------------- | ------------------- | ------------------- | ------------------------------------------ | ------------------- |
| 41                  | Vincenzo Nibali     | Włochy              | 29                  | Mistrz Włoch w wyścigu ze startu wspólnego | 1.                  |
| 42                  | Jakob Fuglsang      | Dania               | 29                  |                                            | 36.                 |
| 43                  | Andrij Hriwko       | Ukraina             | 30                  |                                            | 95.                 |
| 44                  | Dmitrij Gruzdiew    | Kazachstan          | 28                  |                                            | 130.                |
| 45                  | Maksim Iglinski     | Kazachstan          | 33                  |                                            | 129.                |
| 46                  | Tanel Kangert       | Estonia             | 27                  |                                            | 20.                 |
| 47                  | Michele Scarponi    | Włochy              | 34                  |                                            | 49.                 |
| 48                  | Alessandro Vanotti  | Włochy              | 33                  |                                            | 147.                |
| 49                  | Lieuwe Westra       | Holandia            | 31                  |                                            | 79.                 |

### Cannondale Pro Cycling
| Cannondale Pro Cycling CAN | Cannondale Pro Cycling CAN | Cannondale Pro Cycling CAN | Cannondale Pro Cycling CAN | Cannondale Pro Cycling CAN                    | Cannondale Pro Cycling CAN |
| Numer                      | Zawodnik                   | Państwo                    | Wiek                       | Uwagi                                         | Miejsce                    |
| -------------------------- | -------------------------- | -------------------------- | -------------------------- | --------------------------------------------- | -------------------------- |
| 51                         | Peter Sagan*               | Słowacja                   | 24                         | Mistrz Słowacji w wyścigu ze startu wspólnego | 60.                        |
| 52                         | Maciej Bodnar              | Polska                     | 29                         |                                               | 112.                       |
| 53                         | Alessandro De Marchi       | Włochy                     | 28                         |                                               | 52.                        |
| 54                         | Edward King                | Stany Zjednoczone          | 31                         |                                               | DNF-10                     |
| 55                         | Kristijan Koren            | Słowenia                   | 27                         |                                               | 135.                       |
| 56                         | Marco Marcato              | Włochy                     | 30                         |                                               | 80.                        |
| 57                         | Jean-Marc Marino           | Francja                    | 30                         |                                               | 160.                       |
| 58                         | Fabio Sabatini             | Włochy                     | 29                         |                                               | 118.                       |
| 59                         | Elia Viviani*              | Włochy                     | 25                         |                                               | 162.                       |

### Belkin Pro Cycling Team
| Belkin Pro Cycling Team BEL | Belkin Pro Cycling Team BEL | Belkin Pro Cycling Team BEL | Belkin Pro Cycling Team BEL | Belkin Pro Cycling Team BEL | Belkin Pro Cycling Team BEL |
| Numer                       | Zawodnik                    | Państwo                     | Wiek                        | Uwagi                       | Miejsce                     |
| --------------------------- | --------------------------- | --------------------------- | --------------------------- | --------------------------- | --------------------------- |
| 61                          | Bauke Mollema               | Holandia                    | 27                          |                             | 10.                         |
| 62                          | Lars Boom                   | Holandia                    | 28                          |                             | 97.                         |
| 63                          | Stef Clement                | Holandia                    | 31                          |                             | DNF-7                       |
| 64                          | Steven Kruijswijk           | Holandia                    | 27                          |                             | 15.                         |
| 65                          | Tom Leezer                  | Holandia                    | 28                          |                             | 133.                        |
| 66                          | Bram Tankink                | Holandia                    | 35                          |                             | 40.                         |
| 67                          | Laurens ten Dam             | Holandia                    | 33                          |                             | 9.                          |
| 68                          | Sep Vanmarcke               | Belgia                      | 25                          |                             | 106.                        |
| 69                          | Maarten Wynants             | Belgia                      | 32                          |                             | 117.                        |

### Omega Pharma-Quick-Step Cycling Team
| Omega Pharma-Quick-Step Cycling Team OPQ | Omega Pharma-Quick-Step Cycling Team OPQ | Omega Pharma-Quick-Step Cycling Team OPQ | Omega Pharma-Quick-Step Cycling Team OPQ | Omega Pharma-Quick-Step Cycling Team OPQ                                                       | Omega Pharma-Quick-Step Cycling Team OPQ |
| Numer                                    | Zawodnik                                 | Państwo                                  | Wiek                                     | Uwagi                                                                                          | Miejsce                                  |
| ---------------------------------------- | ---------------------------------------- | ---------------------------------------- | ---------------------------------------- | ---------------------------------------------------------------------------------------------- | ---------------------------------------- |
| 71                                       | Mark Cavendish                           | Wielka Brytania                          | 29                                       |                                                                                                | DNS-2                                    |
| 72                                       | Jan Bakelants                            | Belgia                                   | 28                                       |                                                                                                | 24.                                      |
| 73                                       | Michał Gołaś                             | Polska                                   | 30                                       |                                                                                                | 55.                                      |
| 74                                       | Michał Kwiatkowski*                      | Polska                                   | 24                                       | Mistrz Polski w jeździe indywidualnej na czas                                                  | 28.                                      |
| 75                                       | Tony Martin                              | Niemcy                                   | 29                                       | Mistrz Niemiec w jeździe indywidualnej na czas · Mistrz świata w jeździe indywidualnej na czas | 47.                                      |
| 76                                       | Alessandro Petacchi                      | Włochy                                   | 40                                       |                                                                                                | 148.                                     |
| 77                                       | Mark Renshaw                             | Australia                                | 31                                       |                                                                                                | 142.                                     |
| 78                                       | Niki Terpstra                            | Holandia                                 | 30                                       |                                                                                                | 94.                                      |
| 79                                       | Matteo Trentin*                          | Włochy                                   | 24                                       |                                                                                                | 93.                                      |

### Ag2r-La Mondiale
| Ag2r-La Mondiale ALM | Ag2r-La Mondiale ALM   | Ag2r-La Mondiale ALM | Ag2r-La Mondiale ALM | Ag2r-La Mondiale ALM | Ag2r-La Mondiale ALM |
| Numer                | Zawodnik               | Państwo              | Wiek                 | Uwagi                | Miejsce              |
| -------------------- | ---------------------- | -------------------- | -------------------- | -------------------- | -------------------- |
| 81                   | Jean-Christophe Péraud | Francja              | 37                   |                      | 2.                   |
| 82                   | Romain Bardet*         | Francja              | 23                   |                      | 6.                   |
| 83                   | Mickaël Cherel         | Francja              | 28                   |                      | 59.                  |
| 84                   | Samuel Dumoulin        | Francja              | 33                   |                      | 90.                  |
| 85                   | Ben Gastauer           | Luksemburg           | 26                   |                      | 21.                  |
| 86                   | Blel Kadri             | Francja              | 27                   |                      | 84.                  |
| 87                   | Sébastien Minard       | Francja              | 32                   |                      | 99.                  |
| 88                   | Matteo Montaguti       | Włochy               | 30                   |                      | 66.                  |
| 89                   | Christophe Riblon      | Francja              | 33                   |                      | 120.                 |

### Garmin-Sharp
| Garmin-Sharp GRS | Garmin-Sharp GRS     | Garmin-Sharp GRS  | Garmin-Sharp GRS | Garmin-Sharp GRS                              | Garmin-Sharp GRS |
| Numer            | Zawodnik             | Państwo           | Wiek             | Uwagi                                         | Miejsce          |
| ---------------- | -------------------- | ----------------- | ---------------- | --------------------------------------------- | ---------------- |
| 91               | Andrew Talansky      | Stany Zjednoczone | 25               |                                               | DNS-12           |
| 92               | Janier Acevedo       | Kolumbia          | 28               |                                               | DNF-13           |
| 93               | Jack Bauer           | Nowa Zelandia     | 29               |                                               | 137.             |
| 94               | Alex Howes           | Stany Zjednoczone | 26               |                                               | 127.             |
| 95               | Ben King*            | Stany Zjednoczone | 25               |                                               | 53.              |
| 96               | Sebastian Langeveld  | Holandia          | 29               | Mistrz Holandii w wyścigu ze startu wspólnego | 140.             |
| 97               | Ramūnas Navardauskas | Litwa             | 26               |                                               | 141.             |
| 98               | Tom-Jelte Slagter*   | Holandia          | 25               |                                               | 56.              |
| 99               | Johan Vansummeren    | Belgia            | 33               |                                               | 74.              |

### Team Giant-Shimano
| Team Giant-Shimano GIA | Team Giant-Shimano GIA | Team Giant-Shimano GIA | Team Giant-Shimano GIA | Team Giant-Shimano GIA                          | Team Giant-Shimano GIA |
| Numer                  | Zawodnik               | Państwo                | Wiek                   | Uwagi                                           | Miejsce                |
| ---------------------- | ---------------------- | ---------------------- | ---------------------- | ----------------------------------------------- | ---------------------- |
| 101                    | Marcel Kittel          | Niemcy                 | 26                     |                                                 | 161.                   |
| 102                    | Roy Curvers            | Holandia               | 34                     |                                                 | 116.                   |
| 103                    | Koen de Kort           | Holandia               | 31                     |                                                 | 92.                    |
| 104                    | John Degenkolb*        | Niemcy                 | 25                     |                                                 | 123.                   |
| 105                    | Dries Devenyns         | Belgia                 | 30                     |                                                 | DNF-14                 |
| 106                    | Tom Dumoulin*          | Holandia               | 23                     | Mistrz Holandii w jeździe indywidualnej na czas | 33.                    |
| 107                    | Ji Cheng               | Chiny                  | 26                     |                                                 | 164.                   |
| 108                    | Albert Timmer          | Holandia               | 29                     |                                                 | 146.                   |
| 109                    | Tom Veelers            | Holandia               | 29                     |                                                 | 155.                   |

### Lampre-Merida
| Lampre-Merida LAM | Lampre-Merida LAM   | Lampre-Merida LAM | Lampre-Merida LAM | Lampre-Merida LAM                                                                                   | Lampre-Merida LAM |
| Numer             | Zawodnik            | Państwo           | Wiek              | Uwagi                                                                                               | Miejsce           |
| ----------------- | ------------------- | ----------------- | ----------------- | --------------------------------------------------------------------------------------------------- | ----------------- |
| 111               | Rui Costa           | Portugalia        | 27                | | DNS-16            |
| 112               | Davide Cimolai*     | Włochy            | 24                | | 163.              |
| 113               | Kristijan Đurasek   | Chorwacja         | 26                | | 46.               |
| 114               | Chris Horner        | Stany Zjednoczone | 42                | | 17.               |
| 115               | Sacha Modolo        | Włochy            | 27                | | DNF-2             |
| 116               | Nelson Oliveira*    | Portugalia        | 25                | Mistrz Portugalii w jeździe indywidualnej na czas · Mistrz Portugalii w wyścigu ze startu wspólnego | 87.               |
| 117               | Maximiliano Richeze | Argentyna         | 31                | | DNS-6             |
| 118               | José Serpa          | Kolumbia          | 35                | | 48.               |
| 119               | Rafael Valls        | Hiszpania         | 27                | | DNF-14            |

### FDJ.fr
| FDJ.fr FDJ | FDJ.fr FDJ        | FDJ.fr FDJ | FDJ.fr FDJ | FDJ.fr FDJ                                   | FDJ.fr FDJ |
| Numer      | Zawodnik          | Państwo    | Wiek       | Uwagi                                        | Miejsce    |
| ---------- | ----------------- | ---------- | ---------- | -------------------------------------------- | ---------- |
| 121        | Arnaud Démare*    | Francja    | 22         | Mistrz Francji w wyścigu ze startu wspólnego | 159.       |
| 122        | William Bonnet    | Francja    | 32         |                                              | 158.       |
| 123        | Mickaël Delage    | Francja    | 28         |                                              | 143.       |
| 124        | Arnold Jeannesson | Francja    | 28         |                                              | 30.        |
| 125        | Mathieu Ladagnous | Francja    | 29         |                                              | 76.        |
| 126        | Cédric Pineau     | Francja    | 29         |                                              | 102.       |
| 127        | Thibaut Pinot*    | Francja    | 24         |                                              | 3.         |
| 128        | Jérémy Roy        | Francja    | 31         |                                              | 57.        |
| 129        | Arthur Vichot*    | Francja    | 25         |                                              | DNF-13     |

### Lotto-Belisol
| Lotto-Belisol LTB | Lotto-Belisol LTB     | Lotto-Belisol LTB | Lotto-Belisol LTB | Lotto-Belisol LTB | Lotto-Belisol LTB |
| Numer             | Zawodnik              | Państwo           | Wiek              | Uwagi             | Miejsce           |
| ----------------- | --------------------- | ----------------- | ----------------- | ----------------- | ----------------- |
| 131               | Jurgen Van den Broeck | Belgia            | 31                |                   | 13.               |
| 132               | Lars Bak              | Dania             | 34                |                   | 82.               |
| 133               | Bart De Clercq        | Belgia            | 27                |                   | DNF-8             |
| 134               | Tony Gallopin         | Francja           | 26                |                   | 29.               |
| 135               | André Greipel         | Niemcy            | 31                |                   | 149.              |
| 136               | Adam Hansen           | Australia         | 33                |                   | 64.               |
| 137               | Greg Henderson        | Australia         | 37                |                   | DNF-4             |
| 138               | Jürgen Roelandts      | Belgia            | 29                |                   | 111.              |
| 139               | Marcel Sieberg        | Niemcy            | 32                |                   | 145.              |

### BMC Racing Team
| BMC Racing Team BMC | BMC Racing Team BMC | BMC Racing Team BMC | BMC Racing Team BMC | BMC Racing Team BMC                             | BMC Racing Team BMC |
| Numer               | Zawodnik            | Państwo             | Wiek                | Uwagi                                           | Miejsce             |
| ------------------- | ------------------- | ------------------- | ------------------- | ----------------------------------------------- | ------------------- |
| 141                 | Tejay van Garderen  | Stany Zjednoczone   | 25                  |                                                 | 5.                  |
| 142                 | Darwin Atapuma      | Kolumbia            | 26                  |                                                 | DNF-7               |
| 143                 | Marcus Burghardt    | Niemcy              | 31                  |                                                 | 154.                |
| 144                 | Amaël Moinard       | Francja             | 32                  |                                                 | 45.                 |
| 145                 | Daniel Oss          | Włochy              | 27                  |                                                 | 69.                 |
| 146                 | Michael Schär       | Szwajcaria          | 27                  |                                                 | 43.                 |
| 147                 | Peter Stetina       | Stany Zjednoczone   | 26                  |                                                 | 35.                 |
| 148                 | Greg Van Avermaet   | Belgia              | 29                  |                                                 | 38.                 |
| 149                 | Peter Velits        | Słowacja            | 29                  | Mistrz Słowacji w jeździe indywidualnej na czas | 27.                 |

### Team Europcar
| Team Europcar EUC | Team Europcar EUC | Team Europcar EUC | Team Europcar EUC | Team Europcar EUC | Team Europcar EUC |
| Numer             | Zawodnik          | Państwo           | Wiek              | Uwagi             | Miejsce           |
| ----------------- | ----------------- | ----------------- | ----------------- | ----------------- | ----------------- |
| 151               | Pierre Rolland    | Francja           | 27                |                   | 11.               |
| 152               | Yukiya Arashiro   | Japonia           | 29                |                   | 65.               |
| 153               | Bryan Coquard*    | Francja           | 22                |                   | 104.              |
| 154               | Cyril Gautier     | Francja           | 26                |                   | 25.               |
| 155               | Yohann Gène       | Francja           | 33                |                   | 128.              |
| 156               | Alexandre Pichot  | Francja           | 31                |                   | 107.              |
| 157               | Perrig Quémeneur  | Francja           | 30                |                   | 83.               |
| 158               | Kévin Reza        | Francja           | 26                |                   | 73.               |
| 159               | Thomas Voeckler   | Francja           | 35                |                   | 42.               |

### Trek Factory Racing
| Trek Factory Racing TRE | Trek Factory Racing TRE | Trek Factory Racing TRE | Trek Factory Racing TRE | Trek Factory Racing TRE                           | Trek Factory Racing TRE |
| Numer                   | Zawodnik                | Państwo                 | Wiek                    | Uwagi                                             | Miejsce                 |
| ----------------------- | ----------------------- | ----------------------- | ----------------------- | ------------------------------------------------- | ----------------------- |
| 161                     | Fränk Schleck           | Luksemburg              | 34                      | Mistrz Luksemburga w wyścigu ze startu wspólnego  | 12.                     |
| 162                     | Matthew Busche          | Stany Zjednoczone       | 29                      |                                                   | 98.                     |
| 163                     | Fabian Cancellara       | Szwajcaria              | 33                      | Mistrz Szwajcarii w jeździe indywidualnej na czas | DNS-11                  |
| 164                     | Markel Irizar           | Hiszpania               | 34                      |                                                   | 63.                     |
| 165                     | Grégory Rast            | Szwajcaria              | 34                      |                                                   | 101.                    |
| 166                     | Andy Schleck            | Luksemburg              | 29                      |                                                   | DNS-4                   |
| 167                     | Danny van Poppel*       | Holandia                | 20                      |                                                   | DNF-7                   |
| 168                     | Jens Voigt              | Niemcy                  | 42                      |                                                   | 108.                    |
| 169                     | Haimar Zubeldia         | Hiszpania               | 37                      |                                                   | 8.                      |

### Cofidis, Solutions Crédits
| Cofidis, Solutions Crédits COF | Cofidis, Solutions Crédits COF | Cofidis, Solutions Crédits COF | Cofidis, Solutions Crédits COF | Cofidis, Solutions Crédits COF | Cofidis, Solutions Crédits COF |
| Numer                          | Zawodnik                       | Państwo                        | Wiek                           | Uwagi                          | Miejsce                        |
| ------------------------------ | ------------------------------ | ------------------------------ | ------------------------------ | ------------------------------ | ------------------------------ |
| 171                            | Daniel Navarro                 | Hiszpania                      | 30                             |                                | DNF-13                         |
| 172                            | Nicolas Edet                   | Francja                        | 26                             |                                | 77.                            |
| 173                            | Egoitz García                  | Hiszpania                      | 28                             |                                | DNF-9                          |
| 174                            | Cyril Lemoine                  | Francja                        | 31                             |                                | 110.                           |
| 175                            | Luis Ángel Maté                | Hiszpania                      | 30                             |                                | 31.                            |
| 176                            | Rudy Molard*                   | Francja                        | 24                             |                                | 51.                            |
| 177                            | Adrien Petit*                  | Francja                        | 23                             |                                | 156.                           |
| 178                            | Julien Simon                   | Francja                        | 28                             |                                | 109.                           |
| 179                            | Rein Taaramäe                  | Estonia                        | 27                             |                                | 88.                            |

### Orica GreenEdge
| Orica GreenEdge OGE | Orica GreenEdge OGE | Orica GreenEdge OGE | Orica GreenEdge OGE | Orica GreenEdge OGE                                                                         | Orica GreenEdge OGE |
| Numer               | Zawodnik            | Państwo             | Wiek                | Uwagi                                                                                       | Miejsce             |
| ------------------- | ------------------- | ------------------- | ------------------- | ------------------------------------------------------------------------------------------- | ------------------- |
| 181                 | Simon Gerrans       | Australia           | 34                  | Mistrz Australii w wyścigu ze startu wspólnego                                              | DNF-17              |
| 182                 | Michael Albasini    | Szwajcaria          | 33                  |                                                                                             | 70.                 |
| 183                 | Simon Clarke        | Australia           | 27                  |                                                                                             | 113.                |
| 184                 | Luke Durbridge*     | Australia           | 23                  |                                                                                             | 122.                |
| 185                 | Mathew Hayman       | Australia           | 36                  |                                                                                             | DNF-10              |
| 186                 | Jens Keukeleire     | Belgia              | 25                  |                                                                                             | 67.                 |
| 187                 | Christian Meier     | Kanada              | 29                  |                                                                                             | 121.                |
| 188                 | Svein Tuft          | Kanada              | 37                  | Mistrz Kanady w jeździe indywidualnej na czas · Mistrz Kanady w wyścigu ze startu wspólnego | 131.                |
| 189                 | Simon Yates*        | Wielka Brytania     | 21                  |                                                                                             | DNS-16              |

### IAM Cycling
| IAM Cycling IAM | IAM Cycling IAM        | IAM Cycling IAM | IAM Cycling IAM | IAM Cycling IAM                                 | IAM Cycling IAM |
| Numer           | Zawodnik               | Państwo         | Wiek            | Uwagi                                           | Miejsce         |
| --------------- | ---------------------- | --------------- | --------------- | ----------------------------------------------- | --------------- |
| 191             | Mathias Frank          | Szwajcaria      | 27              |                                                 | DNS-8           |
| 192             | Sylvain Chavanel       | Francja         | 35              | Mistrz Francji w jeździe indywidualnej na czas  | 34.             |
| 193             | Martin Elmiger         | Szwajcaria      | 35              | Mistrz Szwajcarii w wyścigu ze startu wspólnego | 75.             |
| 194             | Heinrich Haussler      | Niemcy          | 30              |                                                 | DNF-18          |
| 195             | Reto Hollenstein       | Szwajcaria      | 28              |                                                 | DNS-17          |
| 196             | Roger Kluge            | Niemcy          | 28              |                                                 | 139.            |
| 197             | Jérôme Pineau          | Francja         | 34              |                                                 | 58.             |
| 198             | Sébastien Reichenbach* | Szwajcaria      | 25              |                                                 | 85.             |
| 199             | Marcel Wyss            | Szwajcaria      | 28              |                                                 | 32.             |

### Team NetApp-Endura
| Team NetApp-Endura TNE | Team NetApp-Endura TNE | Team NetApp-Endura TNE | Team NetApp-Endura TNE | Team NetApp-Endura TNE | Team NetApp-Endura TNE |
| Numer                  | Zawodnik               | Państwo                | Wiek                   | Uwagi                  | Miejsce                |
| ---------------------- | ---------------------- | ---------------------- | ---------------------- | ---------------------- | ---------------------- |
| 201                    | Leopold König          | Czechy                 | 26                     |                        | 7.                     |
| 202                    | Jan Bárta              | Czechy                 | 29                     |                        | 71.                    |
| 203                    | David de la Cruz*      | Hiszpania              | 25                     |                        | DNF-12                 |
| 204                    | Zak Dempster           | Australia              | 26                     |                        | 151.                   |
| 205                    | Bartosz Huzarski       | Polska                 | 33                     |                        | 68.                    |
| 206                    | Tiago Machado          | Portugalia             | 28                     |                        | 72.                    |
| 207                    | José Mendes            | Portugalia             | 29                     |                        | 124.                   |
| 208                    | Andreas Schillinger    | Niemcy                 | 30                     |                        | 144.                   |
| 209                    | Paul Voss              | Niemcy                 | 28                     |                        | 50.                    |

### Bretagne-Séché Environnement
| Bretagne-Séché Environnement BSE | Bretagne-Séché Environnement BSE | Bretagne-Séché Environnement BSE | Bretagne-Séché Environnement BSE | Bretagne-Séché Environnement BSE | Bretagne-Séché Environnement BSE |
| Numer                            | Zawodnik                         | Państwo                          | Wiek                             | Uwagi                            | Miejsce                          |
| -------------------------------- | -------------------------------- | -------------------------------- | -------------------------------- | -------------------------------- | -------------------------------- |
| 211                              | Brice Feillu                     | Francja                          | 28                               |                                  | 16.                              |
| 212                              | Jean-Marc Bideau                 | Francja                          | 30                               |                                  | 115.                             |
| 213                              | Anthony Delaplace*               | Francja                          | 24                               |                                  | 78.                              |
| 214                              | Romain Feillu                    | Francja                          | 30                               |                                  | 150.                             |
| 215                              | Armindo Fonseca*                 | Francja                          | 25                               |                                  | 138.                             |
| 216                              | Arnaud Gérard                    | Francja                          | 29                               |                                  | 132.                             |
| 217                              | Florian Guillou                  | Francja                          | 31                               |                                  | 62.                              |
| 218                              | Benoît Jarrier*                  | Francja                          | 25                               |                                  | 152.                             |
| 219                              | Florian Vachon                   | Francja                          | 29                               |                                  | 103.                             |

## Kraje reprezentowane przez kolarzy
| Państwo           | Liczba kolarzy | Liczba kolarzy, którzy ukończyli etapy | Wygrane etapy                                          |
| ----------------- | -------------- | -------------------------------------- | ------------------------------------------------------ |
| Argentyna         | 1              | 0                                      |                                                        |
| Australia         | 10             | 7                                      | 1 (Michael Rogers)                                     |
| Austria           | 1              | 1                                      |                                                        |
| Belgia            | 10             | 8                                      |                                                        |
| Białoruś          | 1              | 1                                      |                                                        |
| Chiny             | 1              | 1                                      |                                                        |
| Chorwacja         | 1              | 1                                      |                                                        |
| Czechy            | 2              | 2                                      |                                                        |
| Dania             | 3              | 3                                      |                                                        |
| Estonia           | 2              | 2                                      |                                                        |
| Francja           | 44             | 43                                     | 2 (Blel Kadri, Tony Gallopin)                          |
| Hiszpania         | 20             | 12                                     |                                                        |
| Holandia          | 17             | 15                                     | 1 (Lars Boom)                                          |
| Irlandia          | 1              | 1                                      |                                                        |
| Japonia           | 1              | 1                                      |                                                        |
| Kanada            | 2              | 2                                      |                                                        |
| Kazachstan        | 2              | 2                                      |                                                        |
| Kolumbia          | 3              | 1                                      |                                                        |
| Litwa             | 1              | 1                                      | 1 (Ramūnas Navardauskas)                               |
| Luksemburg        | 3              | 2                                      |                                                        |
| Łotwa             | 1              | 1                                      |                                                        |
| Niemcy            | 10             | 10                                     | 7 (Marcel Kittel ×4, Tony Martin x2, André Greipel x1) |
| Norwegia          | 1              | 1                                      | 2 (Alexander Kristoff)                                 |
| Nowa Zelandia     | 2              | 1                                      |                                                        |
| Polska            | 5              | 5                                      | 2 (Rafał Majka)                                        |
| Portugalia        | 5              | 4                                      |                                                        |
| Rosja             | 4              | 2                                      |                                                        |
| Słowacja          | 2              | 2                                      |                                                        |
| Słowenia          | 2              | 1                                      |                                                        |
| Stany Zjednoczone | 9              | 7                                      |                                                        |
| Szwajcaria        | 9              | 6                                      |                                                        |
| Ukraina           | 1              | 1                                      |                                                        |
| Wielka Brytania   | 4              | 1                                      |                                                        |
| Włochy            | 17             | 16                                     | 5 (Vincenzo Nibali ×4, Matteo Trentin x1)              |
| RAZEM             | 198            | 164                                    |                                                        |